# Wardyń Górny
Wardyń Górny [ˈvardɨɲ ˈɡurnɨ] (trước đây là Hohenwardin của Đức) là một ngôi làng thuộc khu hành chính của Gmina Połczyn-Zdrój, trong quận Świdwin, West Pomeranian Voivodeship, ở phía tây bắc Ba Lan. Nó nằm khoảng 6 kilômét (4 mi)  phía tây Połczyn-Zdrój, 17 km (11 mi) về phía đông của Świdwin và 104 km (65 mi) về phía đông bắc của thủ đô khu vực Szczecin.
Trước năm 1945, khu vực này là một phần của Đức. Đối với lịch sử của khu vực, xem Lịch sử của Pomerania.